# Алтен

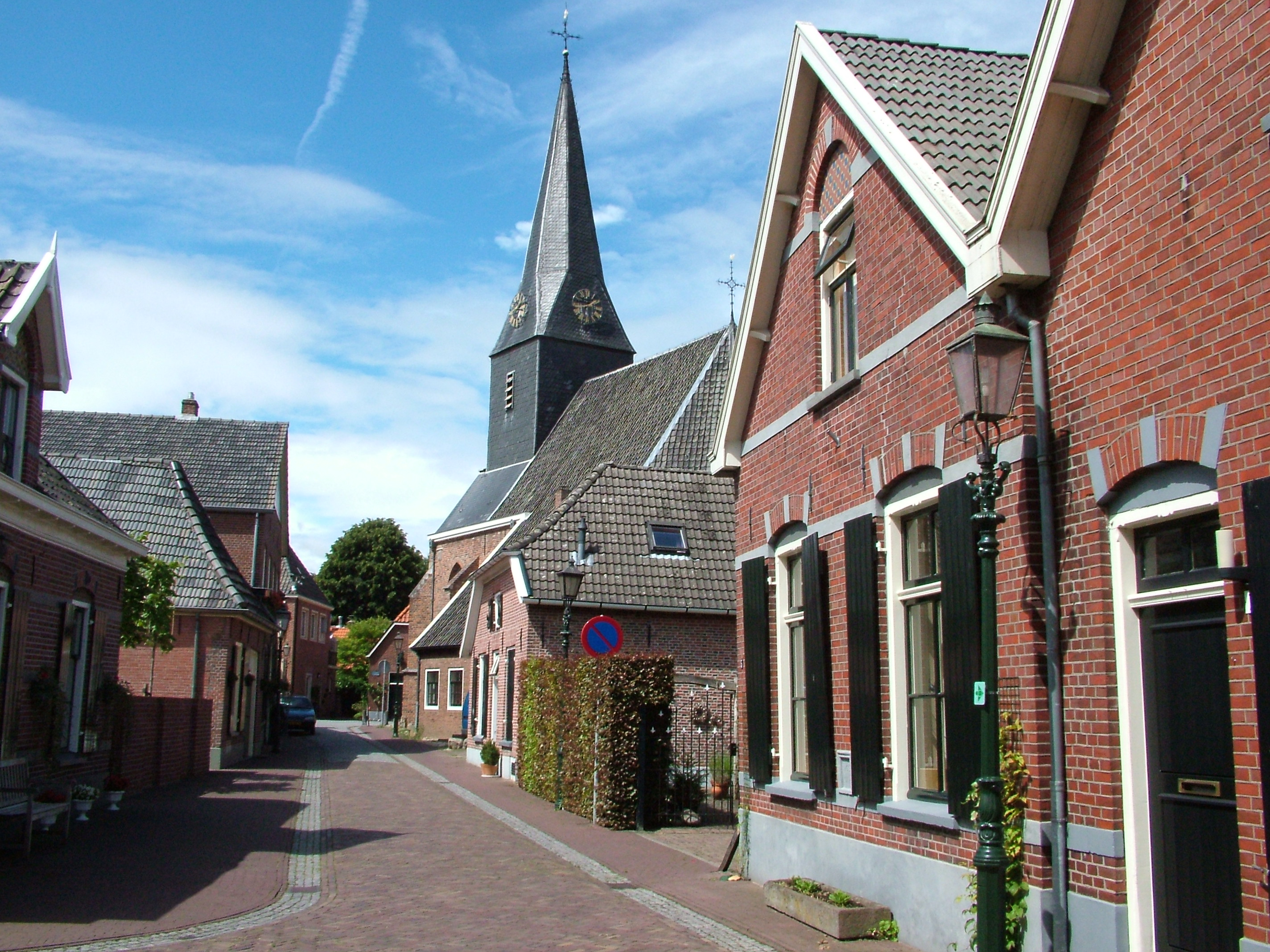
В Бредеворте

Алтен (нидерл. Aalten) — община в Нидерландах в провинции Гелдерланд. Административный центр — Алтен. Община Алтен расположена непосредственно на границе с Германией.

## Состав общины
Кроме административного центра, города Алтен (около 12.500 жителей), здесь находятся следующие населённые пункты:
- Барло
- Бредеворт (около 1.500 жителей)
- Дале
- Де-Хёрне
- Динксперло (около 9.000 жителей)
- Харт
- Хёрне (около 1.000 жителей)
- Линтело
- 'т-Клостер
- Эйзерло

Местное население занято преимущественно в сельском хозяйстве, занимается также ремёслами и обслуживанием туристов.